# Domingo Díaz y Soto
Domingo Díaz y Soto (18 de agosto de 1886. Zacatlán, Puebla, México - 8 de abril de 1951. Heroica Puebla de Zaragoza, México) fue un maestro, militar, director de orquesta y compositor mexicano. Fue Director del Conservatorio de Música y Declamación del Estado de Puebla desde 1949 hasta su muerte. Su Rapsodia Tabasqueña No.1, obtuvo el primer premio, diploma y medalla de oro en el año de 1948, en el certamen de bandas de música efectuado en la Ciudad de México.

## Primeros años
Sus estudios de instrucción primaria los realizó en la escuela oficial de Zacatlán, Puebla.
Sus estudios musicales sobre solfeo, canto, armonía, composición y contrapunto los realizó con su hermano el señor profesor Don Everardo Díaz y Soto, quien fue profesor titulado en el Conservatorio Nacional de Música.

## Servicios militares
Sentó plaza como teniente el 14 de diciembre de 1914; ascendió a capitán 2.º el 12 de noviembre de 1915; ascendió a capitán 1.º el 14 de febrero de 1916; prestó sus servicios al Ejército Nacional hasta el mes de diciembre de 1918 en que tuvo licencia ilimitada.
Desempeñó diversas comisiones: De 1914 al 30 de noviembre de 1917 estuvo comisionado en el cuartel general de la Tercera División de Oriente a las órdenes del general Don Antonio Medina; del 1.º de diciembre del mismo año estuvo comisionado en el Estado Mayor de dicha División; posteriormente, hasta diciembre de 1918; desempeñó varias comisiones (durante la campaña zapatista) en las zonas de Atlixco, Puebla, Apizaco Tlax., donde tuvo a su cargo el mando del 4o. Escuadrón de Caballería.

## Vida musical
El 27 de diciembre de 1918 fue nombrado director de la banda municipal de la Ciudad de Puebla; el 20 de febrero de 1920 fue nombrado director de la banda de policía de la propia ciudad; el 10 de marzo de 1921 reingresó al Ejército, siendo nombrado por la Secretaría de Guerra y Marina director de la banda de música de la división “Álvaro Obregón”, con el grado de capitán 1.º, esta Corporación cambió varios nombres; y por último se denominó banda de música del 5.º Batallón de Línea, recorriendo los Estados de Puebla, Hidalgo, Colima, Guanajuato, Querétaro, Veracruz, Jalisco, Tabasco, Yucatán, Sinaloa, y casi toda la República Mexicana, habiendo actuado en algunas poblaciones fronterizas de los Estados Unidos del Norte; del 24 de enero de 1925 a 1929 regresó a la Ciudad de Puebla y se hizo cargo de la banda de música del Estado de Tabasco y profesor de educación Estética, del 4 de noviembre de 1929 al 15 de septiembre de 1936, fecha en que fue nombrado por el gobierno del Estado de Puebla director de Cultura Estética, puesto que desempeñó sin interrupción hasta el año de 1940 en que fue nombrado director del Conservatorio de Música y Declamación del Estado de Puebla; de 1940 hasta el 8 de abril de 1951 (fecha en que falleció), ocupó dicho cargo.

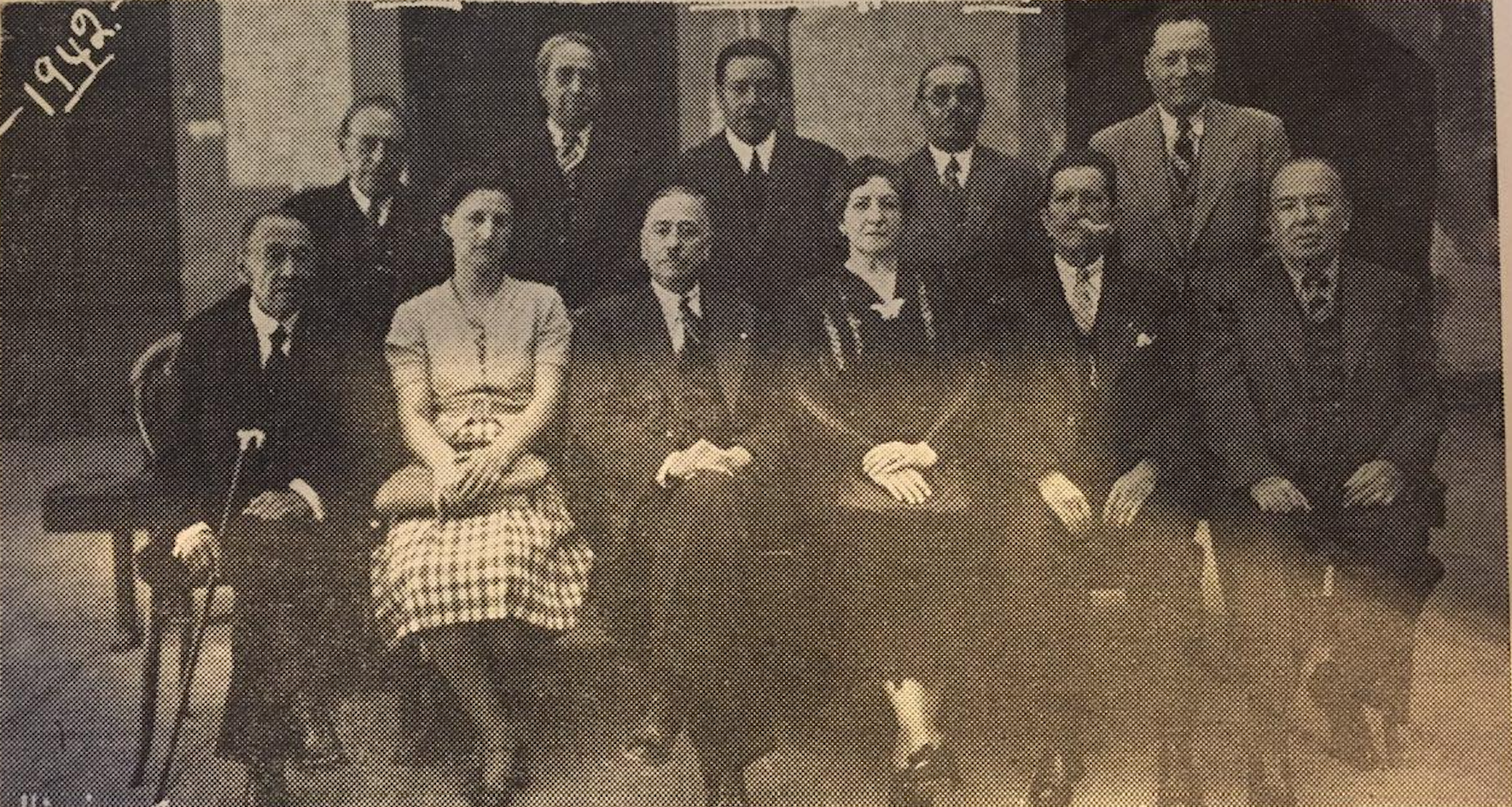
Academia de Profesores del Maestro Domingo Díaz y Soto. Wensley Valderrama, José Rodríguez, José Báez, Carlos Santillán, Antonio Hernández Mentoya, José Pastrana, León Terrés, Ma. de Jesús Tagle, Amelia Herman, Gregorio de Gante y Manuel Valladolid - Secretario.

Como violinista, pianista y director de orquesta, recorrió, dando conciertos, casi todos los Estados de la República, y actuó en algunas capitales de los Estados Unidos, habiendo obtenido éxitos clamorosos; actuó al lado de la famosa pianista de fama internacional Adela Verne, y al lado del famoso violinista Lopriore, mismos que externaron opiniones acerca del maestro Díaz y Soto diciendo: “…Díaz y Soto es uno de los más grandes músicos mexicanos, un gran ejecutante y un gran compositor”.
La prensa nacional y la del Estado han publicado numerosos artículos acerca de la personalidad del maestro Domingo Díaz y Soto diciendo; “Como compositor es una figura de relieve, ya que su música de corte clásico ha figurado al lado de los grandes Maestros en programas sinfónicos, y en cuanto a su música popular es de notarse que posee un acervo folklórico de riqueza inigualable, de varias regiones del País, así como de su propia inspiración, delicada y profunda, y todos sus temas son tratados con una técnica admirable que hace pensar en el músico poseedor de una gran cultura integral…”.

## Obras musicales
Fue autor de diversas obras musicales; cultivó todos los géneros de la música, de entre sus principales obras cabe mencionar las siguientes: Obertura “Puebla Heroica”, concierto, en Sol Mayor; cuarteto en Re Mayor; “Trío” para piano, violín y violonchelo; concierto en Re menor, “Romanza sin Palabras”, para dos violonchelos y piano; “Nocturno” para violín y piano; “Zapateado” para violín y piano; “Nocturno” para piano; colección de valses, para piano; colección de himnos: “Al Trabajo”, a “Lafragua”, a “Obregón”, a “Cárdenas”, “A la Libertad”, a “Puebla”, etc.; colección de coros escolares; colección de marchas militares; colección de romanzas y canciones poblanas; colección de canciones tabasqueñas; “Suite Sinfónica”, zarzuela “El Verde”; colección de música sacra; estudios para piano, para violín; dos “Rapsodias Tabasqueñas” de corte clásico; arreglos para ópera, opereta y zarzuela.

## Premios y recompensas
Su “Rapsodia Tabasqueña No. 1”, obtuvo el primer premio, diploma y medalla de oro en el año de 1948, en el certamen de bandas de música, efectuado en la Ciudad de México; obra que fue ejecutada por la banda de música de la Primera División de Infantería dirigida por el Maestro Don Guillermo Estrello. El jurado estuvo integrado por los maestros: Carlos Chávez, José Rocabruna, José F. Vázquez, Pablo Marín, Alfonzo Esparza Oteo, Mario Talavera, Ignacio Fernández Esperón, quienes consideraron la Rapsodia Tabasqueña como; “Obra grandiosa de un gran Maestro”.
Representó el profesor Díaz y Soto al Estado de Puebla y a nuestro país en diversos congresos, conferencias y certámenes, celebrados en la Ciudad de México y en el extranjero.
Fue miembro de diversas sociedades y agrupaciones musicales de México y del extranjero; fue miembro de “Bohemia Poblana” de la Ciudad de Puebla.
Como militar obtuvo diversas condecoraciones por servicios prestado a la patria.
Fue autor de la primera ley del Conservatorio de Música y Declamación del Estado, cuyo proyecto fue aprobado y elevado a la categoría de ley, por el H. Congreso del Estado de Puebla y publicado en el Periódico Oficial del Estado el 10 de enero de 1941.